# Бхаргави Нараян
У этого человека индийское имя без фамилии. Бхаргави — личное имя, Нараян — имя мужа.
Бхаргави Нараян (канн. ಭಾರ್ಗವಿ ನಾರಾಯಣ್; 4 февраля 1938, Бангалор, Британская Индия — 14 февраля 2022, Джаянагар) — индийская актриса

 театра и кино на языке каннада. Лауреат нескольких кинопремии штата Карнатака.

## Биография
Родилась 4 февраля 1938 года в Бангалоре в семье доктора М. Рамасвами и его жены Намагириаммы. Её отец скончался от рака в возрасте 44 лет. Бхаргави получила начальное образование в государственной школе Ачарья Паташала, затем прошла предуниверситетский курс в колледже Виджая, получила степень бакалавра наук в колледже Махарани и поступила в магистратуру по специальности английский язык и литература.
Будущая актриса интересовалась театром с детства и во время учёбы состояла в театральной труппе колледжа. Там она познакомилась со совим будущим мужем, актёром и гримёром Белавади Нанджундайей Нараяной, также известным как «Мейк-ап» Нани, который помогал в организации представления ко Дню Независимости. Они поженились в 1958 году, когда ей было 20 лет.
После окончания учебы Бхаргави начала работать менеджером в Государственной страховой корпорации и оставалась там вплоть до выхода на пенсию в 1990 году. Одновременно с этим она выступала в театре как актриса, за свою театральную карьеру приняв участие, примерно, в 600 пьесах. Благодаря театру она получила возможность сыграть небольшую роль в фильме Pallavi (1976), который был режиссёрским дебютом писателя П. Ланкеша. Среди других её работ в кино — фильмы Eradu Kanadu (1974), Hanthakana Sanchu (1980), Pallavi Anu Pallavi (1983) и Baa Nalle Madhuchandrake (1993). Роль Миры в комедии Professor Huchuraya (1974) принесла ей кинопремию штата за лучшую женскую роль второго плана. Она также снялась в таких сериалах как Manthana и Mukta.
Автобиография актрисы под названием «Naanu, Bhargavi» вышла в 2012 году и получила премию Литературной академии штата Карнатака. В 2017 году Бхаргави опубликовала книгу «Naa Kanda Nammavaru». Она также была членом Академии драмы Карнатаки и сочинила и поставила несколько пьес для женских программ Всеиндийского радио и Женской детской ассоциации штата Карнатака. В 2019 году за вклад в театр она была награждена премией Раджйотсава.
Бхаргави скончалась 14 февраля в 19:30 в своём доме Джаянагаре, пригороде Бангалора. У неё осталось четверо детей. Её старший сын Пракаш — кинорежиссёр, получивший Национальную кинопремию за фильм Stumble в 2002 году. Дочь Судха — актриса театра и кино. Другая дочь — Суджата — инструктор йоги, а сын Прадип — инженер-осветитель. Муж Бхаргави скончался в 2003 году.